# جشمة وزغ دلي خمسير (كبغيان)
جشمة وزغ دلي خمسير (بالفارسية: چشمه وزگ دلی خمسیر) هي قرية تقع في إيران في قسم كبغيان الريفي. يقدر عدد سكانها بـ 17 نسمة بحسب إحصاء 2016.